# 三星Galaxy C系列
三星Galaxy C系列是由韩国三星电子旗下Galaxy系列分拆成的中端智能手機系列，主打香港、澳门以及中国大陆市場，又被稱為三星Galaxy China系列。一部份機種在陸港澳以外的地區也有上市，目前已在台灣上市的機種有三星Galaxy C9 Pro 和 三星Galaxy J7+。

## 特色
Galaxy C系列以全金屬一體式機身、纖薄設計、大螢幕搭配指紋辨識等配置作招徠，支援4G+3G雙卡雙待和超高音質提升技術，在中高端產品中屬廉價之選。

## 产品
- 三星Galaxy C5 [5][6]
- 三星Galaxy C5 Pro[7]
- 三星Galaxy C7[8]
- 三星Galaxy C7 Pro[9][10]
- 三星Galaxy C9 Pro[11][12] (有推出國際版，型號為SM-C900F[13]。台灣也有上市，型號為SM-C900Y。[3])
- 三星Galaxy C8[14][15](有推出國際版，以三星Galaxy J7+的名稱上市，台灣也有上市，型號為SM-C710F。[4])
- 三星Galaxy C55[16]